# Phytomyza cirrhosae
Phytomyza cirrhosae är en tvåvingeart som beskrevs av Spencer 1969. Phytomyza cirrhosae ingår i släktet Phytomyza och familjen minerarflugor.
Artens utbredningsområde är Spanien. Inga underarter finns listade i Catalogue of Life.